# Новомичуринское городское поселение
Новомичуринское городско́е поселе́ние — муниципальное образование в Пронском районе Рязанской области Российской Федерации.
Административный центр — город Новомичуринск.

## История
Статус и границы городского поселения установлены Законом Рязанской области от 7 октября 2004 года № 89-ОЗ «О наделении муниципального образования Пронский район статусом муниципального района, об установлении его границ и границ муниципальных образований, входящих в его состав»

## Население
| 2009    | 2010    | 2012    | 2013    | 2014    | 2015    | 2016    |
| ------- | ------- | ------- | ------- | ------- | ------- | ------- |
| 19 769  | ↘19 309 | ↘18 655 | ↘18 075 | ↘17 586 | ↘17 257 | ↘16 997 |
| 2017    | 2018    | 2019    | 2020    | 2021    | 2023    |         |
| ↘16 852 | ↘16 710 | ↘16 503 | ↘16 474 | ↗16 900 | ↘16 752 |         |

## Состав городского поселения
| № | Населённый пункт | Тип населённого пункта        | Население |
| - | ---------------- | ----------------------------- | --------- |
| 1 | Новомичуринск    | город, административный центр | ↘16 752   |